# 超仙院
超仙院，位于中国河北省承德市棋盘山村，为承德市围场满族蒙古族自治县的一个省级文物保护单位，类型为古建筑，公布时间为1993年7月15日。
超仙院的历史年代为清代。